# Robert Małecki
Robert Małecki – polski germanista, doktor habilitowany nauk humanistycznych, profesor uczelni Uniwersytetu Warszawskiego, dziekan Wydziału Neofilologii UW.

## Kariera naukowa
16 grudnia 2003 uzyskał na Wydziale Neofilologii UW stopień doktora nauk humanistycznych w dyscyplinie literaturoznawstwa. 18 maja 2010 uzyskał na tym samym wydziale stopień doktora habilitowanego w tej samej dyscyplinie na podstawie dorobku naukowego oraz rozprawy "...nie jesteśmy czym jesteśmy, lecz czym znów stać się możemy". Koncepcja powtarzalności w twórczości Botho Straussa.
Pracuje w Instytucie Germanistyki UW, gdzie należy do zespołu Zakładu Komparatystyki Kulturowej i Literackiej. Zajmował również stanowisko dyrektora tegoż instytutu.
Wypromował sześcioro doktorów.